# M (asistente virtual)
M es un ayudante virtual desarrollado por Facebook, anunciado por primera vez en agosto del 2015, que puede completar automáticamente tareas para usuarios, como comprar mercancía o servicios, arreglar entregas de regalos, reservar mesas de restaurantes , y arreglar viajes. En abril de 2017,  fue disponible a aproximadamente 10,000 usuarios. Opera dentro del servicio de mensajería instantánea Facebook Messenger.
Cuando los usuarios hacen una petición a M, M usa algoritmos para determinar lo que los usuarios quieren. Si M no entiende, un humano toma control de la conversación, sin que sepa esto el usuario. Esto permite a M aprender.
Alex Lebrun encabeza el proyecto, el cual arrancó en 2015, y el cual, en abril del 2017, el MIT Revisión de Tecnología llamó "exitosa".

## Lanzamiento de sugerencias enEE. UU.
En abril de 2017, Facebook habilitó el servicio de sugerencias, usando la plataforma der M, para usuarios en los Estados Unidos. M "escanea" el chat para palabras clave y entonces sugiere acciones pertinentes. Por ejemplo, si un usuario escribe a su amigo "me debes $20", esto provoca M sugerirle que el amigo pague por medio de la plataforma de pagos de Facebook.